# Rhinoceros sondaicus
Il rinoceronte di Giava (Rhinoceros sondaicus Desmarest, 1822), noto anche come rinoceronte della Sonda, è un membro molto raro della famiglia dei Rinocerotidi e una delle cinque specie esistenti di rinoceronte. 
Appartiene allo stesso genere del rinoceronte indiano, e come questo possiede una pelle ricoperta da pieghe che fa pensare a un'armatura, ma con una lunghezza di 3,1-2,2 m e un'altezza di 1,4-1,7 m, è più piccolo di quest'ultimo (in effetti le sue dimensioni ricordano più da vicino quelle del rinoceronte nero del genere Diceros). Il suo corno misura solitamente meno di 25 cm di lunghezza, ed è quindi più piccolo di quello delle altre specie di rinoceronte. Solo i maschi adulti possiedono corni; le femmine ne sono completamente prive.
Un tempo il più diffuso tra i rinoceronti asiatici, il rinoceronte di Giava occupava un areale che dalle isole di Giava e di Sumatra, attraverso il Sud-est asiatico, arrivava all'India e alla Cina. La specie è gravemente minacciata: ne rimane un'unica popolazione nota in natura e nessun individuo in cattività. Si tratta forse del grande mammifero più raro del mondo, con una popolazione di appena 75 esemplari nel parco nazionale di Ujung Kulon nell'estremità occidentale di Giava in Indonesia. Una seconda popolazione nel parco nazionale di Cat Tien in Vietnam è stata dichiarata estinta nel 2011. Il declino del rinoceronte di Giava viene attribuito al bracconaggio, soprattutto per il corno, particolarmente richiesto nella medicina tradizionale cinese, che può raggiungere i 30.000 $ al kg sul mercato nero. Quando nel suo areale si fece più consistente la presenza degli europei, anche la caccia grossa si trasformò in una seria minaccia. Pure la distruzione dell'habitat, specialmente a causa delle guerre, quali la guerra del Vietnam, nel Sud-est asiatico, ha contribuito al declino della specie e ne ha impedito il recupero. L'areale attuale ricade interamente entro un'area rigorosamente protetta, ma i rinoceronti sono ancora alla mercé dei bracconieri, delle malattie e della perdita della diversità genetica dovuta alla depressione endogamica.
Il rinoceronte di Giava può vivere in natura fino a circa 30-45 anni. In passato popolava foreste pluviali di pianura, distese erbose umide e vaste pianure alluvionali. Conduce vita prevalentemente solitaria, fatta eccezione per l'epoca del corteggiamento e dell'allevamento dei piccoli, anche se più esemplari possono aggregarsi occasionalmente nei pressi di pozze di fango e affioramenti di sale. Escluso l'uomo, gli adulti non hanno predatori nel loro areale. Il rinoceronte di Giava generalmente evita gli esseri umani, ma può attaccare quando si sente minacciato. Solo raramente gli scienziati e i conservazionisti riescono a studiare l'animale direttamente, data la sua estrema rarità e il pericolo di interferire con una specie così minacciata. I ricercatori si basano sulle trappole fotografiche e sui campioni fecali per valutare la salute e il comportamento. Di conseguenza, il rinoceronte di Giava è la specie di rinoceronte meno studiata. Immagini di due esemplari adulti con i piccoli catturate con una telecamera attivata dal movimento sono state rilasciate il 28 febbraio 2011 dal WWF e dall'Autorità dei Parchi Nazionali dell'Indonesia, provando così che la specie si sta ancora riproducendo in natura. Nell'aprile 2012, l'Autorità dei Parchi Nazionali ha rilasciato un video che mostra 35 esemplari diversi di rinoceronte di Giava, comprese coppie madre-piccolo e adulti in corteggiamento.

## Tassonomia ed etimologia
I naturalisti occidentali entrarono per la prima volta in contatto con il rinoceronte di Giava nel 1787, quando a Giava ne vennero abbattuti due esemplari. I loro crani furono inviati al celebre naturalista olandese Petrus Camper, che morì nel 1789 prima di essere riuscito a pubblicare uno studio nel quale il rinoceronte di Giava veniva riconosciuto come una specie a sé. Un altro rinoceronte di Giava venne abbattuto sull'isola di Sumatra da Alfred Duvaucel, che inviò l'esemplare al suo patrigno Georges Cuvier, il famoso scienziato francese. Cuvier riconobbe l'animale come una specie distinta nel 1822, e nello stesso anno venne battezzato da Anselme Gaëtan Desmarest Rhinoceros sondaicus. Si trattava dell'ultima specie di rinoceronte ad essere identificata. Desmarest in un primo momento indicò come luogo di provenienza dell'animale Sumatra, ma in seguito corresse quanto scritto sostenendo che l'esemplare proveniva da Giava.
Il nome del genere Rhinoceros, al quale appartiene anche il rinoceronte indiano, deriva dal greco antico ῥίς (rhis), che significa «naso», e κέρας (ceras), che significa «corno»; sondaicus deriva da Sonda, la regione biogeografica che comprende le isole di Sumatra, Giava e Borneo e le isole minori circostanti. Il rinoceronte di Giava è noto anche come rinoceronte unicorne minore (per distinguerlo dal rinoceronte unicorne maggiore, altro nome del rinoceronte indiano).
Delle tre diverse sottospecie, ne sopravvive solamente una:
- R. s. sondaicus Desmarest, 1822, la sottospecie nominale, nota come rinoceronte di Giava indonesiano, originaria di Giava e Sumatra. L'unica popolazione rimasta, costituita da non più di 50 esemplari allo stato selvatico, è confinata nel parco nazionale di Ujung Kulon nell'estremità occidentale dell'isola di Giava. Un ricercatore ha ipotizzato che i rinoceronti di Giava che un tempo erano diffusi a Sumatra appartenessero a una sottospecie distinta, R. s. floweri, ma questa teoria non è stata ampiamente riconosciuta[13][14];
- R. s. annamiticus Heude, 1892, nota come rinoceronte di Giava vietnamita o rinoceronte del Vietnam, originaria di Cina meridionale, Vietnam, Cambogia, Laos, Thailandia e Malaysia. Deve l'epiteto annamiticus alla Cordigliera Annamita, una catena montuosa del Sud-est asiatico che ricade entro i confini dell'areale storico della sottospecie. Nel 2006, un'unica popolazione, stimata a meno di 12 esemplari rimasti, viveva ancora in una zona di foresta di pianura del parco nazionale di Cat Tien in Vietnam. Le analisi genetiche suggerirono che questa sottospecie e il rinoceronte di Giava indonesiano si fossero separati in un periodo compreso tra 300.000 anni fa e 2 milioni di anni fa[13][14]. L'ultimo esemplare di questa popolazione è stato abbattuto da un bracconiere nel 2010[15];
- R. s. inermis Lesson, 1838, noto come rinoceronte di Giava indiano, originario della regione compresa tra Bengala e Birmania, ma probabilmente scomparsa prima del 1925[16]. L'epiteto specifico inermis significa «disarmato», in quanto la caratteristica principale di questa sottospecie era il corno particolarmente piccolo nei maschi e la sua evidente assenza nelle femmine. L'olotipo di questa sottospecie era una femmina priva di corno. La situazione politica della Birmania ha impedito lo svolgersi di sopralluoghi per valutare lo status della specie nel Paese, ma la sua eventuale sopravvivenza sembra molto improbabile[17][18][19].

### Evoluzione

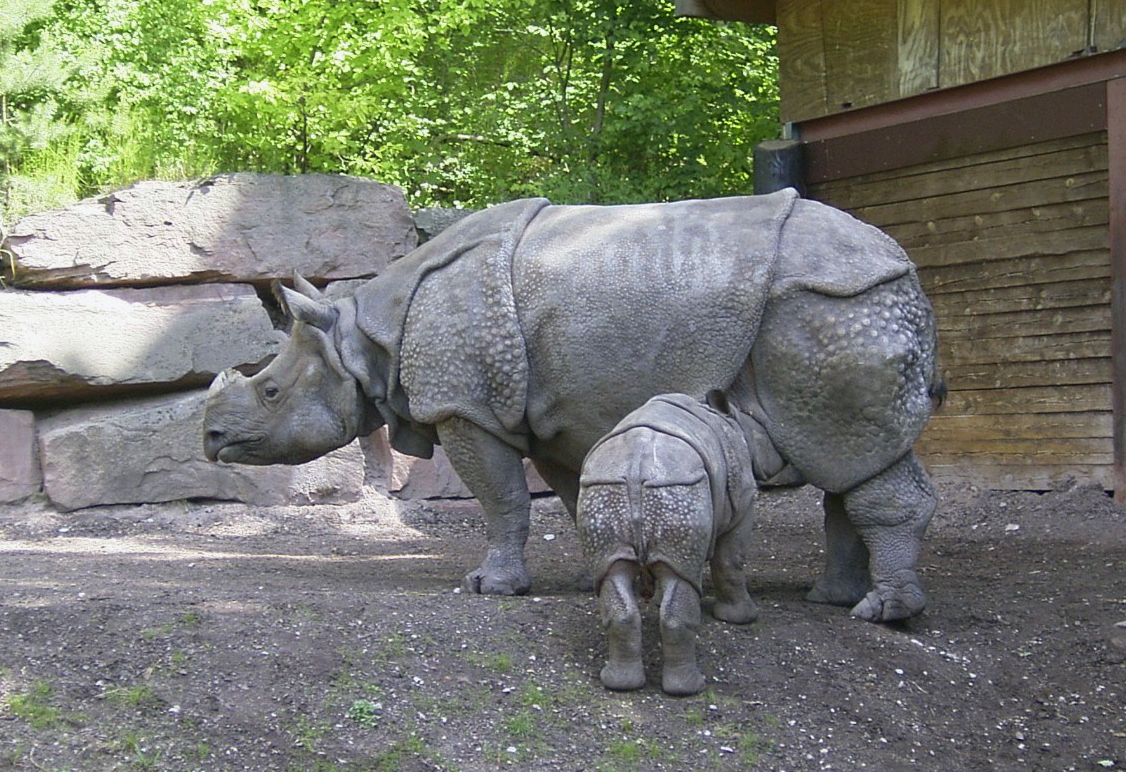
Il rinoceronte indiano, qui rappresentato, è il parente più stretto del rinoceronte di Giava; appartengono entrambi al genere tipo Rhinoceros.

Si ritiene che i rinoceronti ancestrali si siano separati per la prima volta dagli altri perissodattili durante l'Eocene inferiore. Le analisi del DNA mitocondriale suggeriscono che gli antenati dei moderni rinoceronti si siano separati dagli antenati degli Equidi circa 50 milioni di anni fa. La famiglia attuale, quella dei Rinocerotidi, fece la sua comparsa nell'Eocene superiore in Eurasia, e gli antenati dei rinoceronti odierni iniziarono a disperdersi dall'Asia a partire dal Miocene.
I più antichi resti fossili attribuibili a rinoceronti indiani e di Giava, gli unici membri del genere Rhinoceros, risalgono a circa 1,6-3,3 milioni di anni fa. Le analisi molecolari, tuttavia, suggeriscono che le due specie si separarono tra loro molto tempo prima, verso gli 11,7 milioni di anni fa. Nonostante appartengano al genere tipo, si ritiene che i rinoceronti indiani e di Giava non siano strettamente imparentati con altre specie di rinoceronte. Vari studi hanno ipotizzato che essi siano maggiormente imparentati con i generi estinti Gaindatherium o Punjabitherium. Un'analisi cladistica dettagliata della famiglia dei Rinocerotidi colloca Rhinoceros e il genere estinto Punjabitherium in un clado assieme a Dicerorhinus, il rinoceronte di Sumatra. Altri studi hanno suggerito che il rinoceronte di Sumatra sia più strettamente imparentato con le due specie africane. Il rinoceronte di Sumatra potrebbe essersi separato dagli altri rinoceronti asiatici 15 milioni di anni fa, o addirittura 25,9 milioni di anni fa, stando a ciò che indicano i dati mitocondriali.

## Descrizione

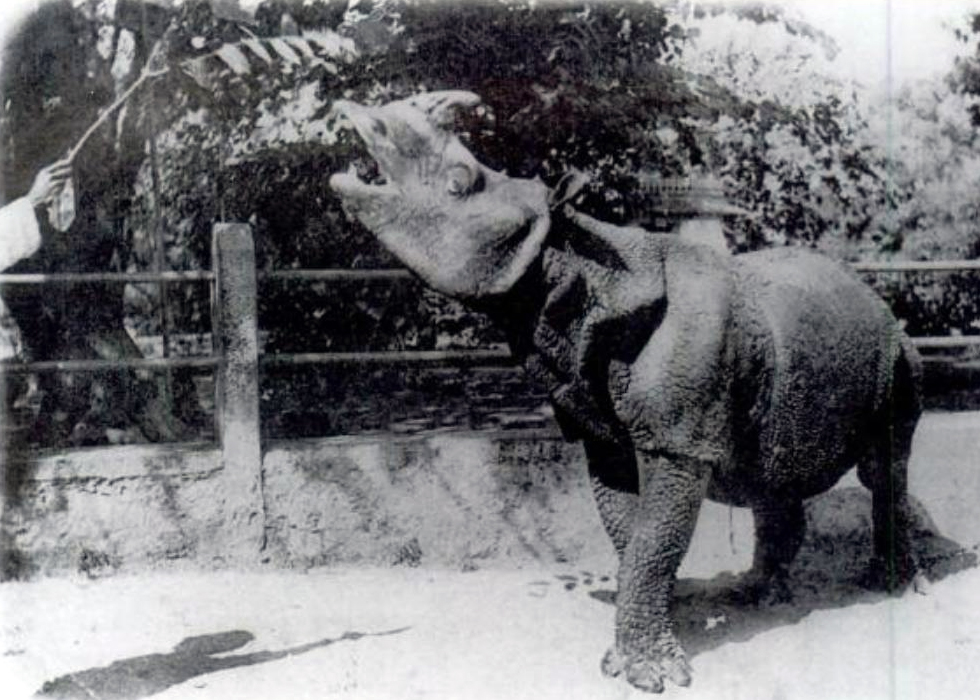
Esemplare in cattività, 1900 circa.

Il rinoceronte di Giava è più piccolo del rinoceronte indiano, ed è simile per dimensioni al rinoceronte nero. È l'animale più grande di Giava e il secondo animale più grande dell'Indonesia dopo l'elefante asiatico. La lunghezza del corpo del rinoceronte di Giava (testa compresa) può raggiungere i 2–4 m, e l'altezza gli 1,4-1,7 m. Il peso degli adulti viene variamente indicato tra i 900 e i 2300 kg, ma uno studio per raccogliere misure accurate degli animali non è mai stato condotto e non costituisce una priorità a causa del loro estremo stato di conservazione. Maschi e femmine non presentano sostanziali differenze di dimensioni, ma queste ultime sembrano essere leggermente più piccole. In base agli studi effettuati su testimonianze fotografiche e sull'analisi delle impronte, sembrerebbe che i rinoceronti del Vietnam fossero relativamente più piccoli di quelli di Giava.
Come il rinoceronte indiano, il rinoceronte di Giava ha un unico corno (le altre specie esistenti ne hanno due). Il corno è più piccolo di quello delle altre specie moderne di rinoceronte: generalmente non supera i 20 cm, e quello più grande mai misurato era lungo appena 27 cm. Solo i maschi hanno il corno. Le femmine di rinoceronte di Giava sono gli unici rinoceronti esistenti ad essere privi di corno nell'età adulta, anche se al loro posto possono sviluppare una sorta di protuberanza di 2,5–5 cm di altezza. Il rinoceronte di Giava non sembra che utilizzi spesso il corno nei combattimenti, ma lo utilizza invece per smuovere il fango nelle pozze melmose, per abbattere piccoli alberelli di cui si nutre e per farsi strada attraverso la fitta vegetazione. In modo simile alle altre specie brucatrici di rinoceronte (nero, di Sumatra e indiano), il rinoceronte di Giava ha un labbro superiore lungo e appuntito che gli consente di afferrare il cibo. Gli incisivi inferiori sono lunghi e affilati; quando il rinoceronte di Giava combatte, si serve proprio di questi denti per cercare di ferire l'avversario. Dietro gli incisivi, due file composte da sei molari a corona bassa vengono impiegate per masticare i vegetali più coriacei. Come tutti i rinoceronti, il rinoceronte di Giava ha olfatto e udito ben sviluppati, ma la vista è molto scarsa. È stato stimato che possa vivere fino a 30-45 anni.
Le pelle glabra, chiazzata di grigio o grigio-bruno, ricade in pieghe su scapole, dorso e posteriore. La pelle ha una naturale struttura a mosaico, che conferisce al rinoceronte un aspetto corazzato. Le pieghe del collo del rinoceronte di Giava sono più piccole di quelle del rinoceronte indiano, ma formano ugualmente una sorta di sella al di sopra della regione scapolare. A causa del rischio di interferire con una specie così minacciata, tuttavia, il rinoceronte di Giava viene studiato principalmente attraverso campioni fecali e trappole fotografiche. Solo di rado è stato possibile incontrarlo, osservarlo o misurarlo direttamente.

## Distribuzione e habitat

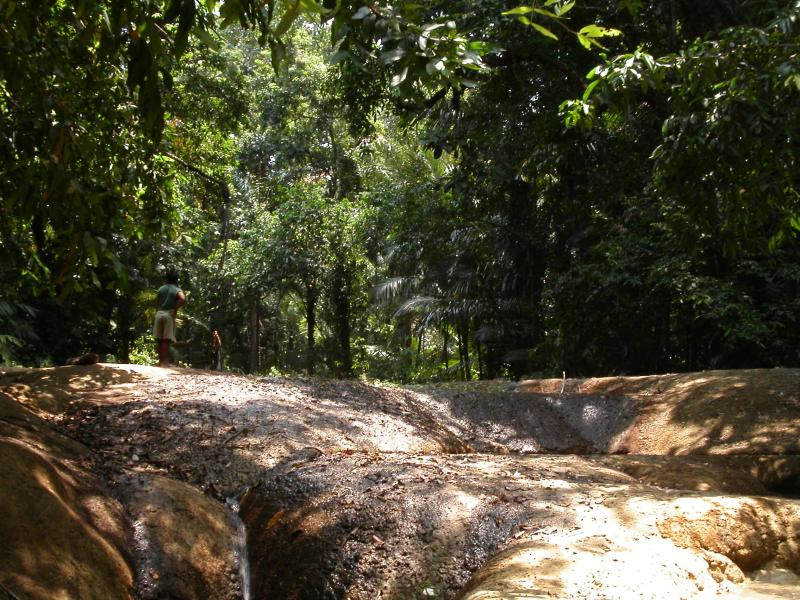
Il parco nazionale di Ujung Kulon a Giava ospita tutti i rinoceronti di Giava rimasti.

Perfino le stime più ottimistiche sembrano indicare che rimangano in natura meno di 100 rinoceronti di Giava. Essi sono considerati una delle specie più minacciate del mondo. Il rinoceronte di Giava sopravvive ormai solamente in una località, il parco nazionale di Ujung Kulon sulla punta occidentale di Giava.
Un tempo la specie era presente in un territorio che da Assam e Bengala (dove il suo areale si sovrapponeva a quello dei rinoceronti di Sumatra e di quelli indiani) arrivava a est fino a Birmania, Thailandia, Cambogia, Laos e Vietnam, e a sud fino alla penisola malese e alle isole di Sumatra, Giava e, forse, Borneo. Il rinoceronte di Giava popolava prevalentemente le fitte foreste pluviali di pianura, le zone erbose e i canneti, ove fossero presenti fiumi ricchi di acqua, vaste pianure alluvionali o zone umide con molte pozze di fango. Anche se storicamente prediligeva le aree di pianura, la sottospecie del Vietnam fu costretta a ritirarsi verso quote molto maggiori (fino a 2000 m), probabilmente costretta dall'avanzata dell'uomo e dal bracconaggio.
L'areale del rinoceronte di Giava si è andato sempre più riducendo nel corso di almeno 3000 anni. Ancora verso il 1000 a.C., il limite settentrionale dell'areale del rinoceronte si spingeva fino in Cina, ma iniziò a ritirarsi verso sud alla velocità di circa mezzo chilometro all'anno, a seguito dell'aumento degli insediamenti umani nella regione. Probabilmente esso scomparve dall'India durante il primo decennio del XX secolo. Il rinoceronte di Giava venne cacciato nella penisola malese fino all'estinzione, avvenuta nel 1932. L'ultimo esemplare di Sumatra scomparve durante la seconda guerra mondiale. Nella regione di Chittagong e nelle Sundarbans scomparve attorno alla metà del XX secolo. Dopo la fine della guerra del Vietnam, si riteneva che il rinoceronte del Vietnam fosse completamente scomparso dall'Asia continentale. In Cambogia cacciatori e raccoglitori di legna locali sostenevano di aver avvistato dei rinoceronti di Giava sulla catena dei Cardamomi, ma una serie di sopralluoghi nell'area non riuscì a rinvenire alcuna prova della loro esistenza. Alla fine degli anni '80, venne rinvenuta una piccola popolazione nell'area di Cat Tien in Vietnam. Tuttavia, l'ultimo rappresentante di quella popolazione venne abbattuto nel 2010. Forse in passato potrebbe essere esistita una popolazione anche sull'isola del Borneo, ma è probabile tuttavia che gli esemplari in questione siano stati dei rinoceronti di Sumatra, dei quali una piccola popolazione vive tuttora sull'isola.

## Comportamento

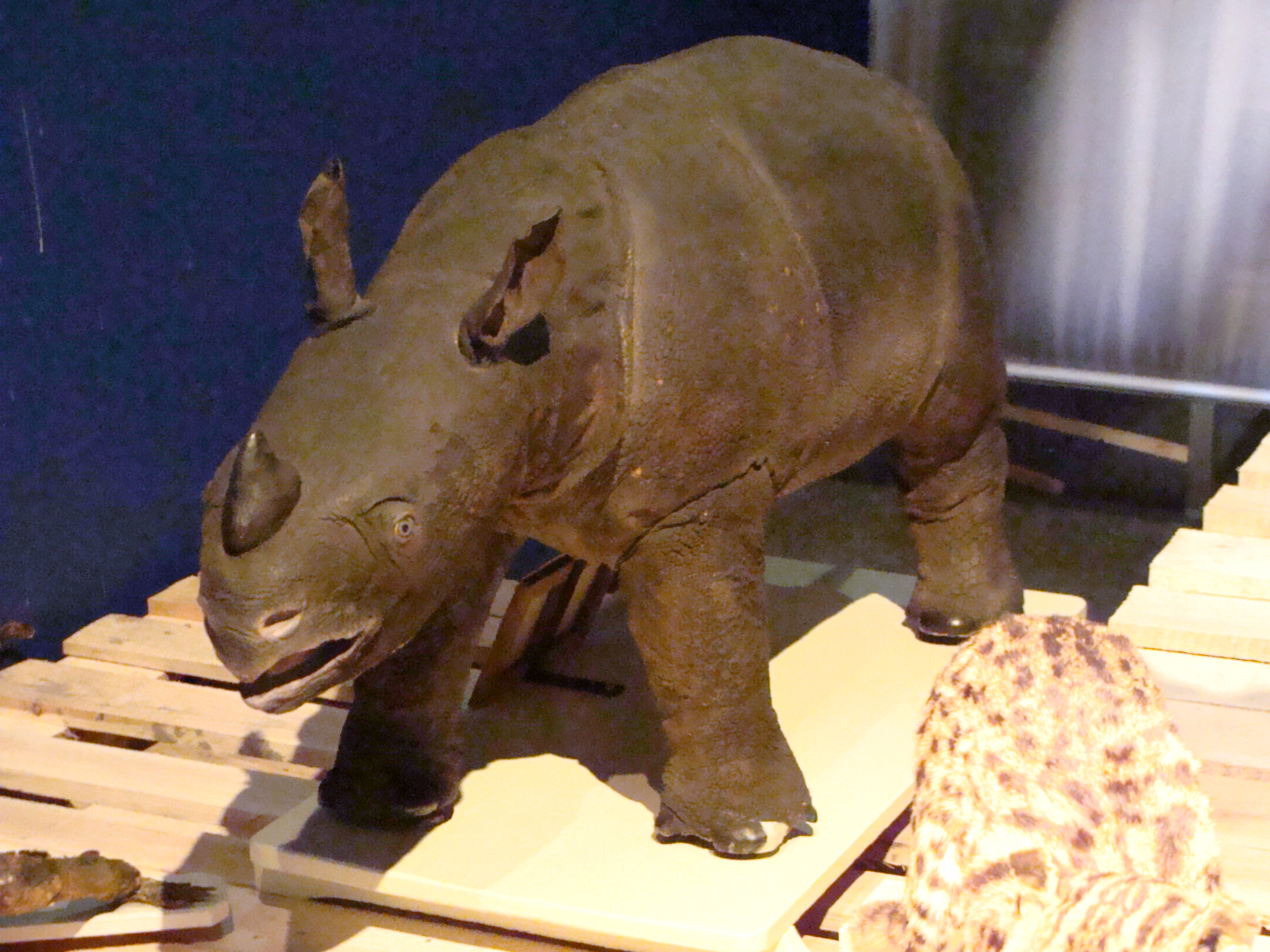
Esemplare museale di un giovane R. s. sondaicus.

Il rinoceronte di Giava è un animale solitario, fatta eccezione per le coppie riproduttive e le madri con i piccoli. Talvolta più esemplari si radunano in piccoli gruppi presso gli affioramenti di sale e le pozze di fango. Sguazzare nel fango è un comportamento comune a tutti i rinoceronti; quest'attività consente loro di mantenere fresca la temperatura corporea e aiuta a prevenire malattie e infestazioni di parassiti. Generalmente il rinoceronte di Giava non scava da sé le proprie pozze di fango, preferendo di gran lunga utilizzare quelle scavate da altri animali o quelle che si creano in avvallamenti naturali, che poi adatta alle proprie dimensioni raspando con il corno. Anche gli affioramenti di sale sono molto importanti, dati i nutrienti essenziali che il rinoceronte ricava dal sale. I territori dei maschi - di 12–20 km² - sono più estesi di quelli delle femmine - di circa 3–14 km². I territori dei maschi si sovrappongono molto meno tra loro rispetto a quelli delle femmine. Non sappiamo se vi siano combattimenti territoriali.
I maschi marcano i loro territori con pile di escrementi e schizzi di urina. Sembra che anche grattare il terreno con i piedi e piegare alberelli siano pratiche usate ai fini della comunicazione. I membri di altre specie di rinoceronte hanno la peculiare abitudine di defecare in imponenti latrine comuni e di raspare poi con le zampe posteriori negli escrementi. I rinoceronti di Sumatra e di Giava, quando defecano in pile, non vi immergono poi le zampe. Si ritiene che il motivo di questa variazione nel comportamento sia di natura ecologica; nelle umide foreste di Giava e Sumatra, tale metodo, infatti, non sarebbe affatto utile per diffondere gli odori.
Il rinoceronte di Giava è molto più silenzioso di quello di Sumatra; ne sono state registrate solamente pochissime vocalizzazioni. Gli adulti non hanno predatori, fatta eccezione per gli esseri umani. La specie, in particolare nel Vietnam, è sfuggente e si ritira nel fitto della foresta non appena percepisce la presenza dell'uomo. Tale caratteristica, pur essendo molto preziosa ai fini della sopravvivenza, rende questo rinoceronte estremamente difficile da studiare. Ciononostante, nel caso qualcuno si avvicini troppo, il rinoceronte di Giava diviene aggressivo e può attaccare, menando colpi con gli incisivi inferiori mentre muove la testa su e giù. Il suo comportamento relativamente antisociale potrebbe essere un recente adattamento agli stress subiti dalla popolazione; testimonianze storiche lasciano ipotizzare che in passato, come altri rinoceronti, avesse abitudini più gregarie.

## Alimentazione
Il rinoceronte di Giava è erbivoro; si nutre di diverse specie di vegetali, in particolare di germogli, ramoscelli, foglie fresche e frutti caduti. La maggior parte delle piante preferite cresce nelle aree soleggiate delle radure della foresta, nelle boscaglie e in altri tipi di vegetazione dove non crescono grandi alberi. Il rinoceronte abbatte gli alberelli per raggiungere le parti che vuole mangiare e le afferra con il labbro superiore prensile. Dal punto di vista alimentare, è la specie di rinoceronte più opportunista. Attualmente è un brucatore puro, ma probabilmente in passato, nel suo areale storico, era sia brucatore che pascolatore. È stato stimato che il rinoceronte consumi 50 kg di cibo al giorno. Come il rinoceronte di Sumatra, ha bisogno di integrare la sua dieta con il sale. Gli affioramenti di sale comuni nel suo areale storico non esistono affatto a Ujung Kulon, ma i rinoceronti qui presenti sono stati visti bere acqua salata, probabilmente per soddisfare lo stesso bisogno nutrizionale.

## Conservazione

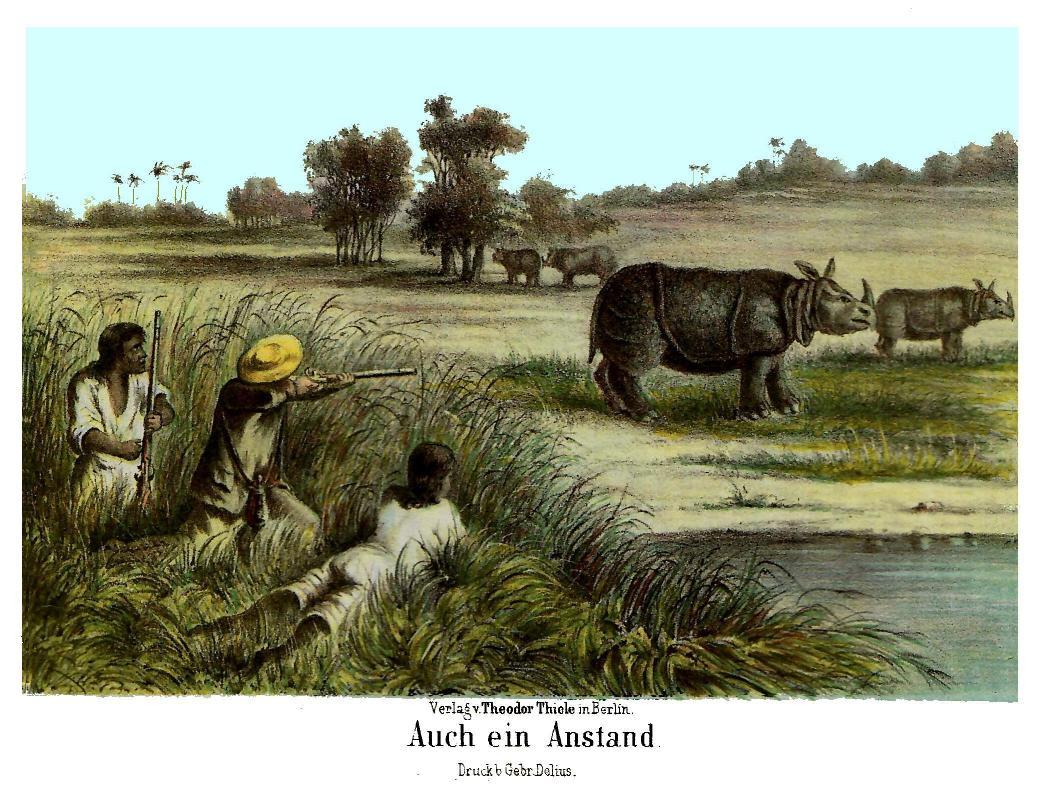
Disegno del 1861 raffigurante una caccia a R. s. sondaicus.

La principale causa del continuo declino della popolazione del rinoceronte di Giava è stata il bracconaggio per il corno, un problema che affligge tutte le specie di rinoceronte. I corni sono stati oggetto di commercio per più di 2000 anni in Cina, dove si ritiene che abbiano proprietà medicamentose. In epoca storica, la pelle di rinoceronte veniva utilizzata per fabbricare armature per i soldati cinesi, mentre alcune tribù di indigeni del Vietnam credevano che con la pelle si potesse creare un antidoto per il veleno dei serpenti. Dal momento che l'areale del rinoceronte si estende su aree estremamente povere, è stato difficile convincere le popolazioni locali a non uccidere un animale apparentemente (almeno a prima vista) inutile dal quale si potevano ricavare grosse somme di denaro. Quando nel 1975 entrò in vigore la Convenzione sul Commercio Internazionale delle Specie Minacciate di Estinzione, il rinoceronte di Giava fu inserito subito sotto la protezione totale garantita dall'Appendice I; qualsiasi tipo di commercio implicante rinoceronti di Giava o prodotti da essi derivati è illegale. Le indagini sul prezzo del corno di rinoceronte sul mercato nero hanno determinato che il corno dei rinoceronti asiatici può raggiungere una quotazione di 30.000 $ al chilogrammo, tre volte il valore del corno dei rinoceronti africani.
Come molti altri rappresentanti della megafauna asiatica e africana, il rinoceronte di Giava è stato cacciato incessantemente per decenni come trofeo di caccia grossa in seguito all'arrivo degli europei nel suo areale. Essendo il rinoceronte un facile bersaglio, la caccia grossa ha influito sul suo declino tanto quanto il bracconaggio per il corno. I danni provocati dalla caccia grossa furono così ingenti che quando la grave situazione del rinoceronte divenne evidente agli occhi del mondo ne rimanevano unicamente le popolazioni di Giava e del Vietnam (all'epoca, quest'ultima, ancora sconosciuta).
Anche la distruzione dell'habitat per far spazio all'agricoltura ha contribuito al declino della specie, ma questo fattore non costituisce più una minaccia da tempo, poiché i rinoceronti oggi vivono soltanto entro i confini di un parco nazionale rigorosamente protetto. Il deterioramento dell'habitat ha ostacolato il recupero delle popolazioni di rinoceronte vittime del bracconaggio. Malgrado tutti gli sforzi dei conservazionisti, le prospettive per la sopravvivenza della specie sono tristi. Dal momento che l'intera popolazione è relegata a una piccola area, i rinoceronti sono molto suscettibili alle malattie e alla depressione endogamica. Secondo le stime dei genetisti conservazionisti, sarebbe necessaria una popolazione di almeno 100 rinoceronti per preservare la diversità genetica di questa specie così strettamente dipendente dai programmi di conservazione.

### Ujung Kulon

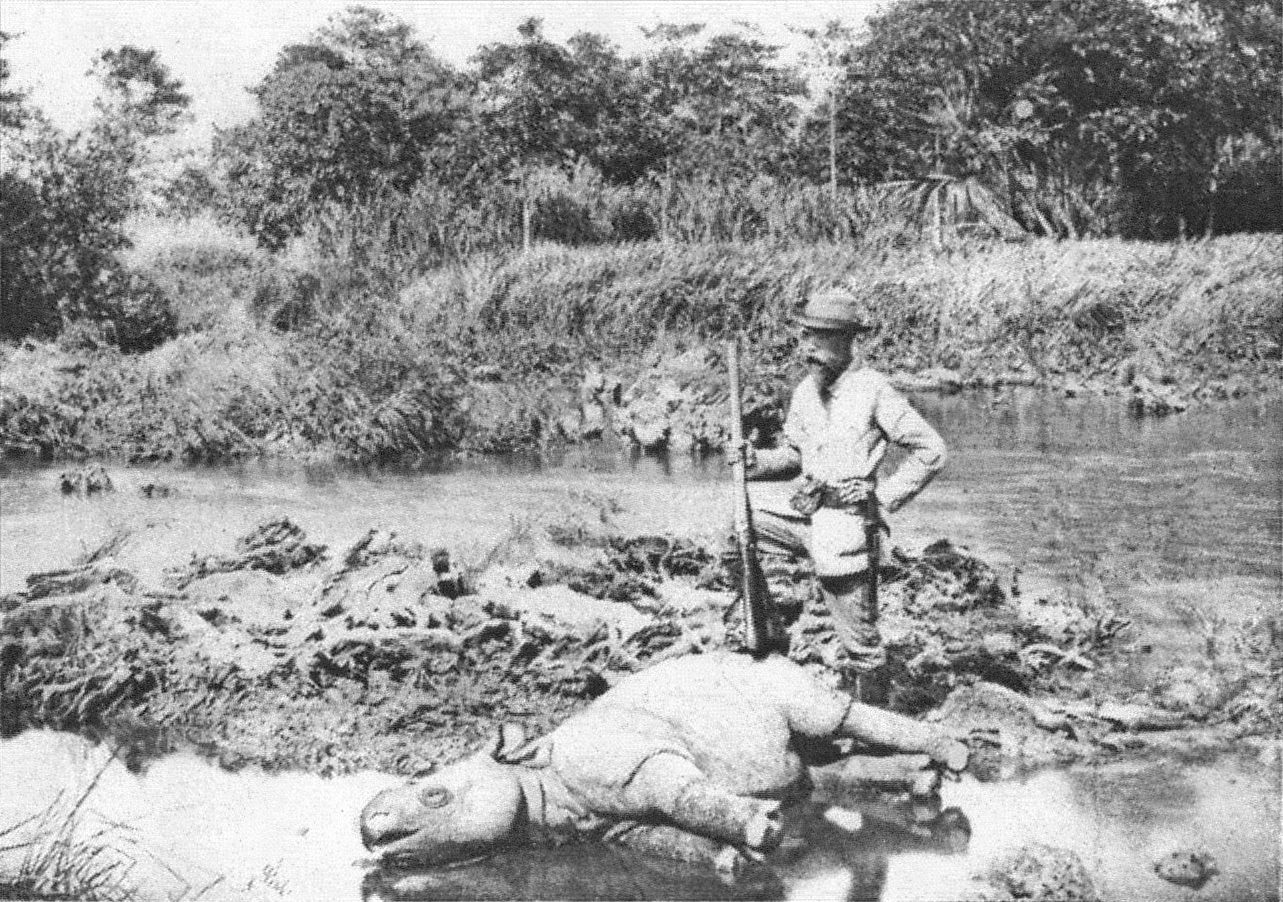
Un cacciatore olandese con la carcassa di un R. s. sondaicus a Ujung Kulon (1895).

La penisola di Ujung Kulon, a Giava, venne devastata dall'eruzione del Krakatoa nel 1883. I rinoceronti di Giava ricolonizzarono la penisola dopo il cataclisma, ma gli uomini non vi fecero mai più ritorno in gran numero, e l'area divenne perciò un santuario della natura. Nel 1931, essendo il rinoceronte di Giava sull'orlo dell'estinzione a Sumatra, il governo delle Indie Olandesi dichiarò il rinoceronte specie legalmente protetta, status che da allora ha sempre mantenuto. Il primo censimento dei rinoceronti di Ujung Kulon risale al 1967; venne registrata la presenza di appena 25 esemplari. A partire dal 1980, la popolazione è raddoppiata, ma da allora si è sempre mantenuta stabile sui circa 50 capi. Nonostante i rinoceronti di Ujung Kulon non abbiano predatori naturali, sono costretti a competere per le scarse risorse alimentari con i bovini selvatici, competizione che può mantenere il numero degli esemplari al di sotto della capacità portante della penisola. La gestione di Ujung Kulon è affidata al Ministero delle Risorse Forestali indonesiano. Al 2006 risale la scoperta dell'esistenza di almeno quattro piccoli di rinoceronte; fino ad allora non era mai stato visto contemporaneamente un numero tale di piccoli.
Nel marzo 2011 è stato pubblicato un video catturato con telecamere nascoste che, mostrando esemplari adulti e giovani, ha portato prove concrete di accoppiamenti e corteggiamenti avvenuti di recente. Nel periodo trascorso tra il gennaio e l'ottobre 2011, le telecamere catturarono immagini di 35 rinoceronti. Nel dicembre 2011 è stata finalizzata l'istituzione di un santuario per la riproduzione dei rinoceronti in un'area di 38.000 ettari, con lo scopo di raggiungere una popolazione di 70-80 capi a partire dal 2015.
Nell'aprile 2012, il WWF e la International Rhino Foundation hanno installato 120 videocamere che si sono andate ad aggiungere alle altre 40 già esistenti, per poter meglio monitorare gli spostamenti dei rinoceronti e valutare l'entità della popolazione della specie. Un recente sopralluogo ha indicato l'esistenza di un numero di femmine nettamente inferiore a quello dei maschi. Su 17 esemplari registrati nella metà orientale di Ujung Kulon, solo quattro erano femmine, e questo potrebbe costituire una potenziale battuta d'arresto negli sforzi per salvare la specie.
Essendo Ujung Kulon l'ultimo rifugio della specie, tutti i rinoceronti di Giava rimasti sopravvivono in un'unica località: questo può costituire un vantaggio per la sua salvaguardia, diversamente dal rinoceronte di Sumatra, le cui popolazioni sono disperse in varie aree non collegate tra loro. Tuttavia, questo può anche costituire uno svantaggio per la popolazione di rinoceronte di Giava, dal momento che lo scoppio di un'epidemia o uno tsunami potrebbero spazzare via l'intera popolazione in una volta sola. Il bracconaggio per il corno non costituisce più da molto tempo una minaccia così come lo è stato in passato, a causa delle severe normative internazionali in materia di corno di rinoceronte, degli sforzi di protezione attiva da parte delle autorità locali, dell'elusività dei rinoceronti e della remota posizione di Ujung Kulon. Tuttavia, vi sono ancora dei fattori che ostacolano la ripresa della specie. Nel 2012, gli uomini dell'Asian Rhino Project si sono riuniti per valutare il miglior programma di eradicazione della palma da zucchero, che sta ricoprendo il parco a spese dei vegetali di cui si nutre il rinoceronte. Anche i bovini banteng competono con i rinoceronti per il cibo, tanto che le autorità hanno preso in considerazione un progetto per recintare la parte occidentale del parco in modo da tenere alla larga i bovini.

### Cat Tien

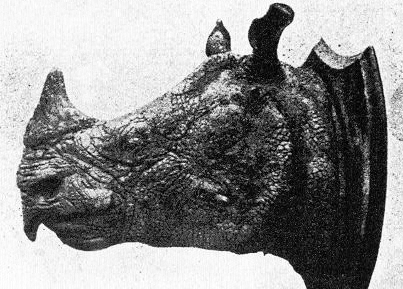
Testa di un R. s. annamiticus maschio abbattuto a Perak (penisola malese).

Un tempo diffuso in tutto il Sud-est asiatico, si credeva che il rinoceronte di Giava fosse scomparso dal Vietnam attorno alla metà degli anni '70, alla fine della guerra del Vietnam. Gli scontri avevano portato la distruzione negli ecosistemi della regione, a causa dell'utilizzo del napalm, delle defoliazioni provocate dall'Agente Arancio, dei bombardamenti aerei, dell'impiego di mine terrestri e della caccia eccessiva operata dai bracconieri locali.
Nel 1988, la sottospecie, ritenuta scomparsa, tornò nuovamente alla ribalta quando un cacciatore abbatté una femmina adulta: ciò provava che la specie, in qualche modo, era riuscita a sopravvivere alla guerra. Nel 1989, gli studiosi pattugliarono le foreste meridionali del Vietnam alla ricerca di eventuali sopravvissuti. Impronte fresche appartenenti ad un massimo di 15 rinoceronti furono rinvenute lungo il fiume Dong Nai. Grazie alla presenza dei rinoceronti, l'area entrò a far parte del parco nazionale di Cat Tien nel 1992.
A partire dagli inizi del XXI secolo, gli studiosi iniziarono a temere che questa popolazione del Vietnam avesse ormai oltrepassato il punto di non ritorno, e secondo alcuni conservazionisti non rimanevano che dai tre agli otto capi, probabilmente tutti femmine. I conservazionisti, allora, iniziarono a discutere se il rinoceronte vietnamita avesse o no probabilità di sopravvivere: alcuni sostenevano la necessità di introdurre rinoceronti dall'Indonesia per cercare di salvare la popolazione, mentre secondo altri la popolazione si sarebbe ripresa da sola.
Le analisi genetiche dei campioni di escrementi raccolti nel parco nazionale di Cat Tien durante un sopralluogo durato dall'ottobre 2009 al marzo 2010 dimostrarono che nel parco rimaneva un unico rinoceronte di Giava. Ai primi di maggio del 2010, nel parco venne rinvenuto il corpo di un rinoceronte di Giava. L'animale era stato abbattuto a fucilate e il corno era stato rimosso dai bracconieri. Nell'ottobre 2011, la International Rhino Foundation confermò che il rinoceronte di Giava era scomparso dal Vietnam, e che la specie sopravviveva unicamente a Ujung Kulon.

### In cattività
Un esemplare di rinoceronte di Giava non viene ospitato in uno zoo da più di un secolo. Nel XIX secolo, almeno quattro esemplari furono messi in mostra ad Adelaide, Calcutta e Londra. In tutto è stata documentata la presenza in cattività di almeno 22 rinoceronti di Giava, ma è probabile che il numero esatto sia superiore, in quanto la specie veniva talvolta confusa con il rinoceronte indiano.
Il rinoceronte di Giava non si è mai adattato bene alla vita in cattività. L'esemplare più anziano visse 20 anni, circa la metà dell'età che un rinoceronte può raggiungere in natura. Nessuna testimonianza sembra indicare che uno qualsiasi di questi esemplari abbia dato alla luce un piccolo. L'ultimo rinoceronte di Giava in cattività morì allo zoo di Adelaide in Australia nel 1907, dove la specie era così poco conosciuta che l'esemplare in questione era considerato un rinoceronte indiano.